# Paul Lanoir
Cet article possède un paronyme, voir Lenoir.
Paul Lanoir, né à Gy (Haute-Saône) le 26 janvier 1863 et mort à La Seyne-sur-Mer le 2 janvier 1927, est un publiciste (journaliste d'opinion, essayiste) et syndicaliste français.
Issu de la gauche boulangiste, il fut le premier organisateur du syndicalisme jaune en France.

## Biographie

### Famille
Paul-Amédée-Victor-Gabriel Lanoir est le fils de Marguerite Larue (vers 1840-19..) et de Claude-Étienne Lanoir (vers 1831-1881), gendarme à cheval résidant à Gy, rue du Pont, puis receveur de l'octroi à Gentilly.
Marié depuis 1889 à Blanche-Éléonore Roux (1865-19..), Paul Lanoir divorce en 1906 et obtient la garde de son fils Maurice. Deux ans plus tard, il se remarie avec une très jeune femme, Suzanne Guillaume (1891-1983).

### Premières activités politiques
Employé à la Compagnie du chemin de fer de Paris à Orléans à la fin des années 1880, Paul Lanoir s'intéresse à la politique. En tant que membre du « comité républicain national révisionniste de Gentilly » et que secrétaire d'une fédération boulangiste des cantons de Sceaux et de Villejuif, il dirige les campagnes électorales victorieuse de Louis de Belleval lors des élections législatives de 1889 puis lors de l'élection partielle entraînée par l'invalidation du député (février 1890). Il collabore également au journal de Louis de Belleval, Le Démocrate, dans lequel il signe plusieurs articles du pseudonyme « Paul de Gentilly ».
Lanoir entre bientôt en désaccord avec les cadres du mouvement boulangiste. Ainsi, à l'occasion de l'élection cantonale d'avril 1890 dans le canton de Villejuif (où il avait recueilli 2 544 voix lors des élections des conseillers d'arrondissement), il pose et maintient sa candidature face à celle d'Octave Justice, qui a été investi par le Comité républicain national. Malgré le faible nombre de voix obtenu par Lanoir (453, soit 4 % des votants), cette dissidence contribue à la réélection du conseiller général sortant, Pierre-Louis Lévêque. Lanoir rompt également avec De Belleval, dont il dénonce publiquement les « manœuvres coupables » (auxquelles il a pourtant contribué) et n'hésite pas à livrer aux autorités des rapports détaillés sur les campagnes auxquelles il a pris part. De cette époque date sa réputation, avérée, d'indicateur de police.

### Activités syndicales
Hostile au principe de la grève générale prôné par Eugène Guérard, Lanoir est exclu du Syndicat national des chemins de fer en 1892. Il fonde alors l'Union syndicale des ouvriers et employés des chemins de fer français. Son organe de presse est le mensuel L’Éclaireur de la voie, dont Lanoir est le directeur. Le 19 septembre, il tente de participer au congrès national des syndicats et des groupes corporatifs, organisé à la Bourse du travail de Marseille. Il en est cependant exclu à la demande de Guérard, qui affirme que le syndicat de Lanoir a des attaches avec les directions des compagnies et que ses statuts excluent les cheminots révoqués pour faits de grève.
Le 26 octobre 1892, Lanoir crée à Cerbère (Pyrénées-Orientales) un orphelinat corporatif pour les orphelins des employés des chemins de fer, mais l'établissement changera de direction puis fermera au bout de quelques années, notamment en raison du conflit entre Lanoir et l'abbé Santol.
Au début du XXe siècle, Paul Lanoir affirme son rejet du collectivisme et de la lutte des classes, en considérant que « le Capital-Travail et le Capital-Argent sont les deux facteurs indispensables à la vie sociale. L'un complète l'autre ; les deux se font vivre mutuellement. Le devoir de ces deux collaborateurs est donc de rechercher amiablement, de bonne foi, et en toutes circonstances, le point de rencontre des concessions réciproques qu'ils se doivent l'un à l'autre ».
Le 20 mars 1901, Lanoir regroupe plusieurs syndicats jaunes au sein de l'Union fédérative des syndicats et groupements ouvriers professionnels de France et des colonies, qui a pour organe un hebdomadaire, L'Union ouvrière. Mis à la porte de la Bourse du travail de Paris par les syndicalistes révolutionnaires, il décide de créer une « Bourse indépendante du travail », dont il devient le secrétaire général, avec Pierre Biétry pour adjoint.

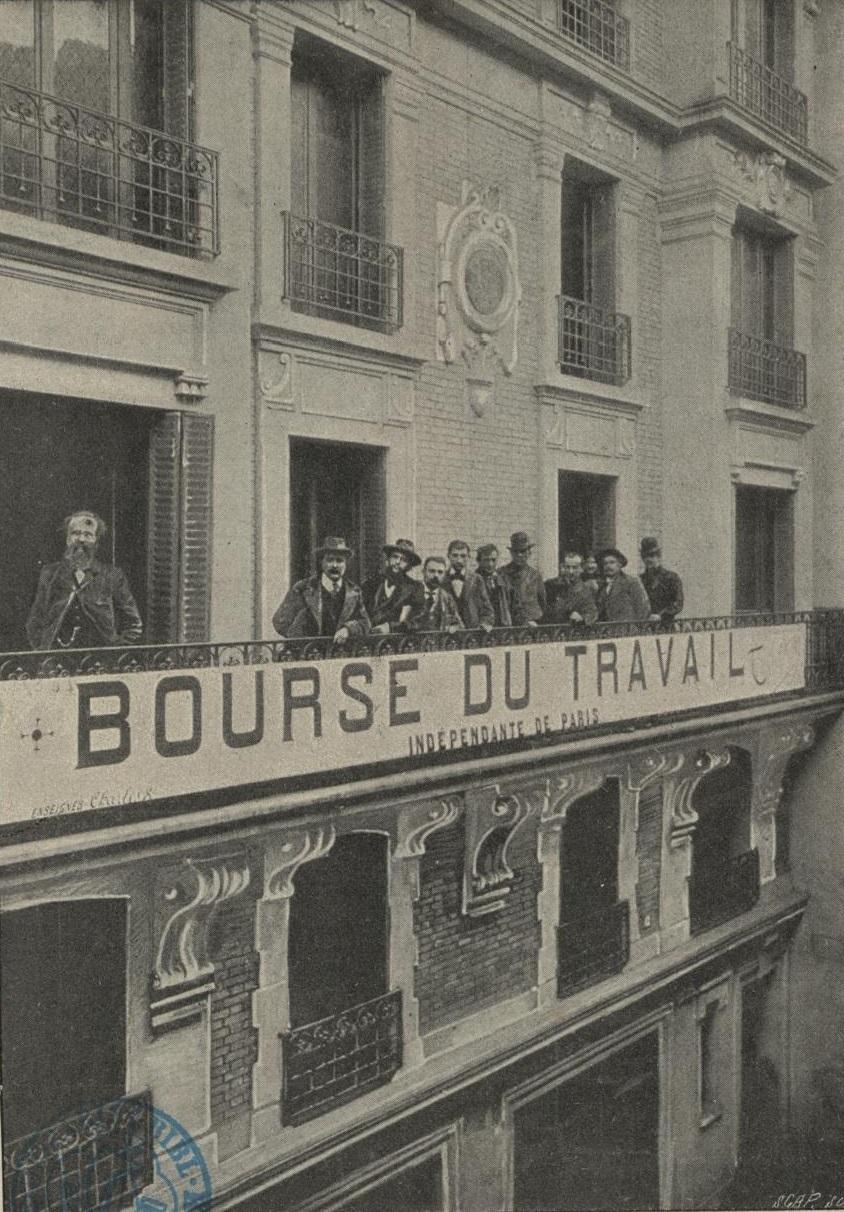
La Bourse du travail indépendante, rue des Vertus (Le Monde illustré, mars 1902).

La bourse jaune de Lanoir est essentiellement financée par le patronat : une subvention de 38 500 francs a bien été votée par le conseil municipal de Paris, alors dominé par les nationalistes, mais le ministre Millerand s'est opposé au versement de cette somme.
Le siège de la Bourse indépendante, installé au no 6 de la rue des Vertus, est inauguré le 27 décembre. L'événement est suivi par un lunch auquel assistent plusieurs personnalités politiques progressistes mélinistes (Franck-Chauveau, Audiffred) et nationalistes (Ballière, Barillier et Tournade). L'initiative de Lanoir est également soutenue par l'industriel Gaston Japy, par l'éditeur Armand Mame (fils d'Alfred Mame), par Ferdinand Périer, président de l'Union du commerce et de l'industrie pour la défense sociale et par le député Alexis Muzet, qui prononcent des discours au banquet organisé par les jaunes au Salon des familles de l'avenue de Saint-Mandé à la mi-février.
À l'appel de Lanoir, le premier congrès national des jaunes des France se tient dans la même salle du 27 au 29 mars 1902, en présence de 191 délégués de syndicats jaunes et catholiques-sociaux ainsi que des mandataires de l'Union centrale des syndicats agricoles de France, représentée à la tribune par Louis Milcent. Le débat sur le temps de travail, qui oppose les jaunes (hostiles à l'ingérence de l’État) et les catholiques-sociaux (favorables à une diminution des heures, notamment pour éviter la surproduction), aboutit à une résolution de compromis, admettant des limitations horaires concertées entre employés et employeurs et adaptées aux spécificités de chaque métier. En revanche, le projet d'orphelinats ouvriers et le contre-projet de retraites ouvrières proposés par Lanoir sont immédiatement adoptés à l'unanimité. La participation des travailleurs aux bénéfices du capital est défendue avec succès par Auguste Failliot, qui est élu député peu de temps après.

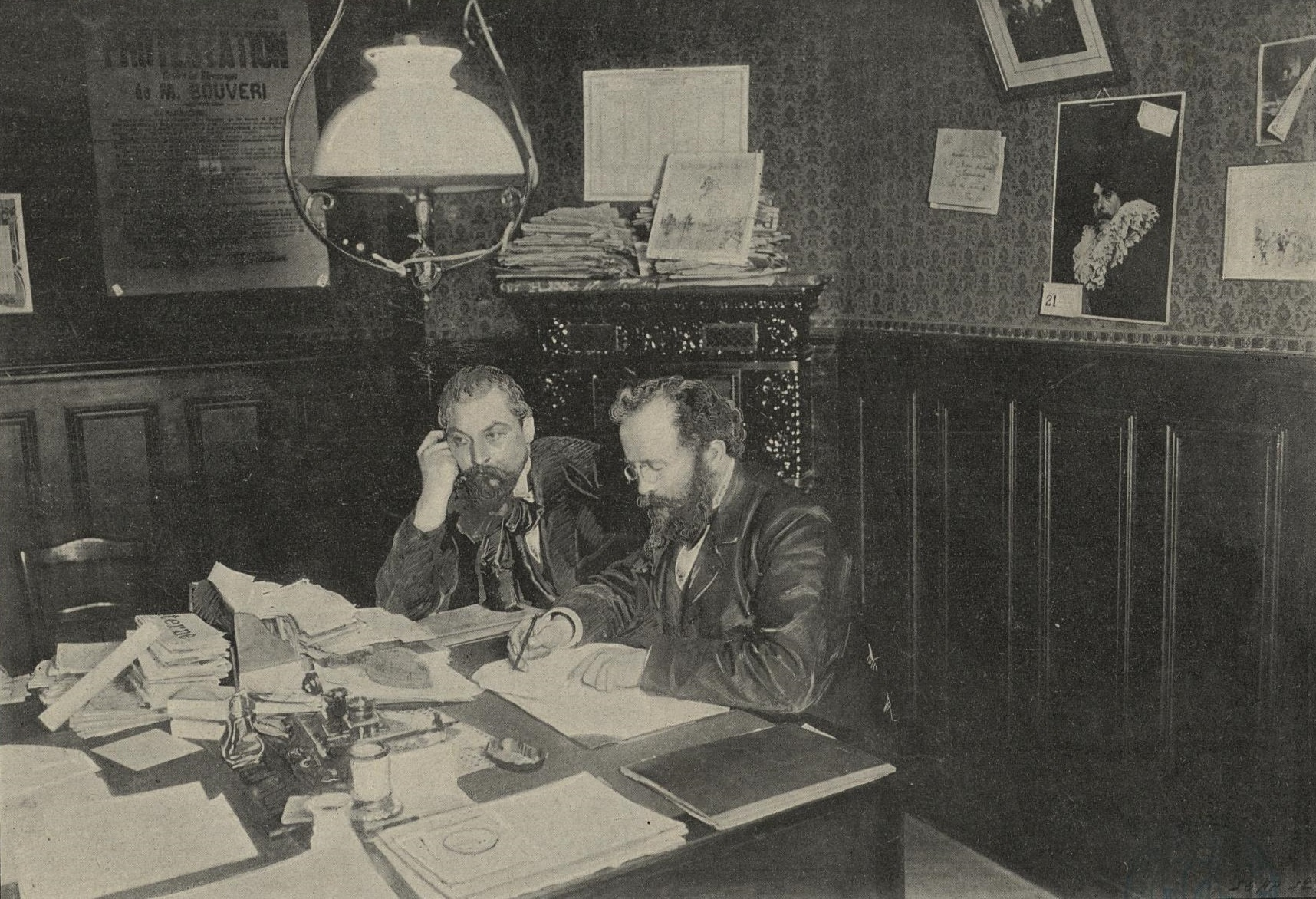
Biétry et Lanoir (Le Monde illustré, mars 1902).

En octobre 1902, les mineurs se mettent en grève dans le Nord. Au début du mois suivant, une commission arbitrale est mise en place, mais les syndicalistes « rouges » obtiennent que les délégués des jaunes soient exclus des négociations. Ayant vainement protesté contre cette décision, Lanoir se déclare « las et absolument écœuré » et menace les directeurs des mines, qui l'ont insuffisamment soutenu, de ne plus s'opposer aux grèves. Après avoir envisagé de se retirer définitivement de la lutte syndicale, il reprend sa démission mais annonce qu'il va prendre du repos en Algérie. Ce découragement, également lié à la scission de Biétry et des partisans de celui-ci (partis fonder la Fédération nationale des Jaunes de France), provoque le déclin de la confédération jaune dirigée par Lanoir.
Ce dernier, enrichi par les subsides patronaux, se retire bientôt à Antibes, où il s'installe à la villa Maurice de Juan-les-Pins. Au moment des élections législatives de 1919, il y dirige un hebdomadaire « antibolchéviste », Le Démocrate.

### Nouvelles tentatives électorales

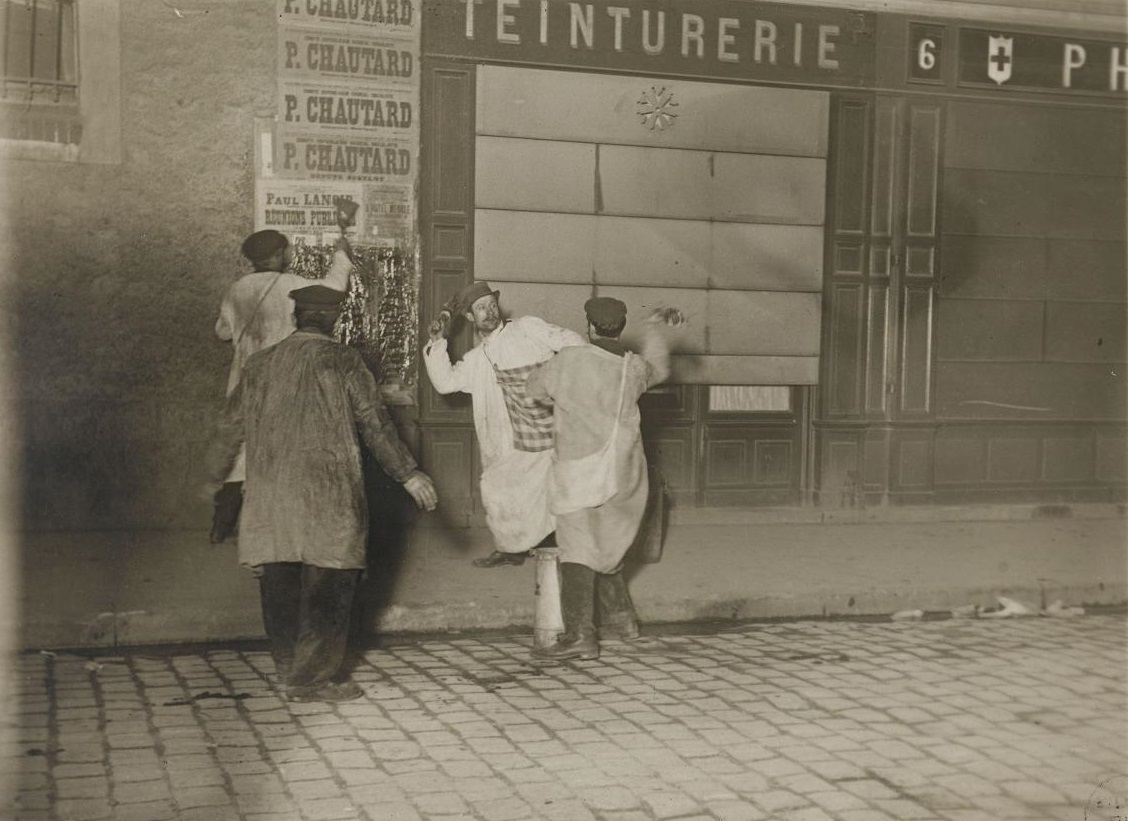
Colleurs d'affiches pour Lanoir et Chautard (élections législatives de 1910).

Après ses échecs de 1889 et 1890, Paul Lanoir s'est présenté lors de différents scrutins sans jamais obtenir de mandat.
Au premier tour des législatives de 1898, il n'est arrivé qu'en sixième position, avec 578 voix (soit 4 % des votants), dans la quatrième circonscription de Sceaux.
Deux ans plus tard, il brigue à nouveau le poste de conseiller général du canton de Villejuif. Il bénéficie alors du soutien de la Ligue de la patrie française, de la Ligue des patriotes et de l'Union du commerce et de l'industrie. Avec 1 515 suffrages (soit 25,6 % des votants), il est battu dès le premier tour par le socialiste Eugène Thomas, conseiller sortant.
Après avoir initialement accepté d'être le candidat des mineurs et verriers jaunes de Carmaux face à Jean Jaurès, député sortant de la deuxième circonscription d'Albi, c'est finalement dans la deuxième circonscription de Toulon que Lanoir se présente lors des législatives de 1906. Avec 2 990 voix (23 % des votants), il perd au premier tour face au sortant radical-socialiste, Louis Martin.
Le 15 septembre 1909, le comité radical-socialiste de la première circonscription du 13e arrondissement de Paris délègue Lanoir au neuvième congrès du Parti républicain, radical et radical-socialiste (PRRRS). Cependant, les militants radicaux réunis à Nantes décident son expulsion dès la deuxième journée du congrès. Ce n'est donc pas avec l'investiture radicale mais sous l'étiquette de « républicain anticollectiviste » qu'il se présente lors des législatives de 1910 dans la première circonscription du 15e arrondissement, où s'affrontent le député radical sortant, Paul Chautard, et le socialiste unifié Paul Aubriot. Arrivé loin derrière ses deux concurrents au premier tour, Lanoir se désiste en appelant — en vain — à faire battre « les idées et les hommes du sabotage, de l'internationale, de l'antimilitarisme et de la révolution ».

### Publications de Paul Lanoir
- Création d'un orphelinat corporatif pour les travailleurs des chemins de fer français, Paris, 1892, 32 p.
- Orphelinat corporatif des ouvriers et employés des chemins de fer français, fondé le 26 octobre 1892. Établissements de Cerbère. Statuts, règlements généraux, conférence du 21 octobre 1893, Paris, 1893, 63 p.
- (Sous le pseudonyme de Pierre Leblanc) La Question des chemins de fer. Défectuosité du système actuel des signaux, mauvais état de la voie et du matériel, insuffisance, surmenage et inexpérience du personnel des services actifs, le retard des trains, remèdes nécessaires, Paris, Savine, 1895, 108 p.
- La Question des chemins de fer. Les chemins de fer et la mobilisation, Paris, Charles-Lavauzelle, 1897 (préface de Marcel Saint-Germain).
- La Question des chemins de fer. Transports en commun. Manuel pratique du voyageur, Gentilly, Braissand, 1898, 371 p.
- Les Retraites ouvrières : projet de création d'un institut national de caisses des retraites ouvrières, Paris, Giard et Brière, 1899, 93 p.
- Les Conditions du travail dans les chemins de fer : étude sociale, Paris, Juven, 1906, 91 p.
- L'Espionnage allemand en France. Son organisation. Ses dangers. Les remèdes nécessaires, Paris, Cocuaud & Cie, 1908, 247 p.
- La Mise en grève des chemins de fer. Le but, les moyens, les résultats, Paris, Ficker, 1910, 32 p.
- (Avec Suzanne Lanoir) Les Grands espions. Leur histoire. Récits inédits de faits d'espionnage et de contre-espionnage de Frédéric-Guillaume à nos jours, 2 volumes, Paris, Ficker, 1911-1912, 327 p.
- Les Crimes de l'histoire : le maréchal Bazaine et la capitulation de Metz, 1er volume, Antibes, 1913, 468 p.
- L'Industrie de l'exploitation du mot espionnage, Antibes, 1916, 52 p.
- Le Crédit de la France, Paris, Giard, 1922.